# Another Perfect Day
| 전문가 평가   | 전문가 평가   |
| 평가 점수     | 평가 점수     |
| 출처          | 점수          |
| ------------- | ------------- |
| AllMusic      | [ 2 ]         |
| Kerrang!      | (unfavorable) |
| Martin Popoff | [ 4 ]         |
| Blabbermouth  | 9/10          |

《Another Perfect Day》는 영국의 헤비 메탈 밴드 모터헤드의 여섯 번째 스튜디오 음반이다. 이 음반은 1983년 6월 4일, 브론즈 레코드를 통해 발매되었는데, 브론즈 레코드는 이 밴드의 마지막 정규 음반이 될 것이다. 그것은 씬 리지와의 작업으로 가장 잘 알려진 리드 기타리스트 브라이언 로버트슨이 참여한 이 밴드의 유일한 스튜디오 음반이다.

## 녹음
1982년 리드 기타리스트 에디 클라크가 《Iron Fist》 미국 투어를 하던 중 모터헤드를 떠난 뒤 기타리스트 브라이언 로버트슨(전 씬 리지)이 영입돼 투어를 마쳤다. 씬 리지의 열렬한 팬이었던 드러머 필 테일러는 로버트슨을 고용하기 위해 레미 킬미스터에게 로비를 했다.
프로듀서 토니 플래트와 함께 스튜디오에 들어오면 이러한 감정은 크게 달라질 것이다. 레미는 몇 년 후 모터헤드 다큐멘터리 《The Guts and the Glory》에서 다음과 같이 회상했다.
"《Another Perfect Day》를 녹음하는 것은 빌어먹을 고문이었어요. 브라이언, 그는 기타 트랙을 하는 데 17시간이 걸릴 거예요. 다른 음반들에 비해 너무 오래 걸렸어요. 그리고 공개되었을 때 모두가 그 음반을 몹시 싫어했습니다."

오리지널 바이닐 발매에는 새로운 밴드의 모험을 그린 만화 스토리보드가 그대로 삽입되어 있었다. 이 카세트와 미국 LP 버전은 〈I Got Mine〉이 음반을 시작하고 〈Back at the Funny Farm〉이 2면을 여는 등 매우 다른 트랙 목록을 가지고 있었다. 밴드는 《Another Perfect Day》 투어로 음반을 지지했고, 그리고 거의 즉각적으로 관객들과 업계 관계자 모두 평상시의 가죽 옷을 입은 레미와 테일러 그리고 1980년대 중반 상당히 유행하고 있던 무대 위에서 새틴 반바지와 슬립온 에스파드릴 신발을 신게 된 로버트슨 사이의 불편한 대조를 알아차렸다.

## 커버 아트
커버 아티스트인 조 페타그노는 커버가 그 당시 밴드와 그 멤버들에게 만연된 격변에서 영감을 받았다고 평했다.
1988년 캐슬 커뮤니케이션즈는 이 음반을 《Overkill》과 함께 게이트폴드 소매로 재발매했다.

## 곡 목록
모든 곡들은 레미 킬미스터, 필 테일러 그리고 브라이언 로버트슨에 의해 작사/작곡하였다.
| #  | 제목                       | 재생 시간 |
| -- | -------------------------- | --------- |
| 1. | 〈Back at the Funny Farm〉 | 4:14      |
| 2. | 〈Shine〉                  | 3:11      |
| 3. | 〈Dancing on Your Grave〉  | 4:29      |
| 4. | 〈Rock It〉                | 3:55      |
| 5. | 〈One Track Mind〉         | 5:55      |

| #   | 제목                    | 재생 시간 |
| --- | ----------------------- | --------- |
| 6.  | 〈Another Perfect Day〉 | 5:29      |
| 7.  | 〈Marching Off to War〉 | 4:11      |
| 8.  | 〈I Got Mine〉          | 5:24      |
| 9.  | 〈Tales of Glory〉      | 2:56      |
| 10. | 〈Die You Bastard!〉    | 4:25      |